# Cadillac CT6
Cadillac CT6 — полноразмерный люксовый автомобиль, производимый компанией Cadillac с января 2016 года.

## Первое поколение (2016—2023)
Первое поколение Cadillac CT6 выпускалось с 2016 по 2020 год в Северной Америке, затем до мая 2023 года автомобили делали в Китае. В 2019 году автомобиль прошёл рестайлинг. Также автомобиль продавался в Европе, Южной Корее, Японии и на Ближнем Востоке.
В феврале 2020 года производство автомобилей Cadillac CT6 в Северной Америке было остановлено из-за проблем с продажами и переоборудования завода в Детройте для производства электромобилей, начиная с GMC Hummer EV.
Также планировалось производство автомобилей Cadillac CT8, однако оно не было осуществлено.

### Модификации
- CT6 PHEV — гибридный автомобиль[15].
- CT6-V — спортивный автомобиль. Ранее был известен, как V-Sport[16].

### Галерея

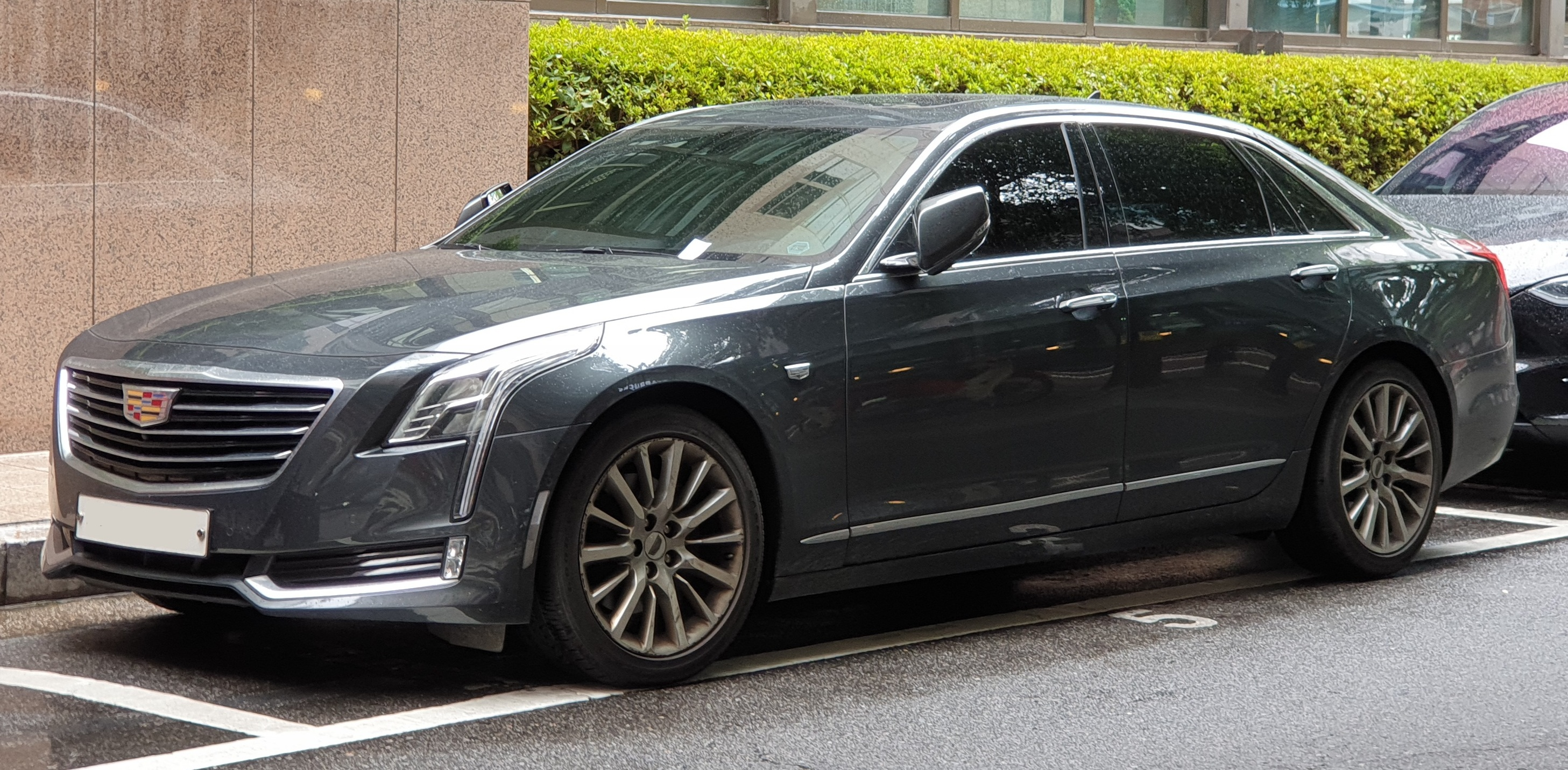
Cadillac CT6
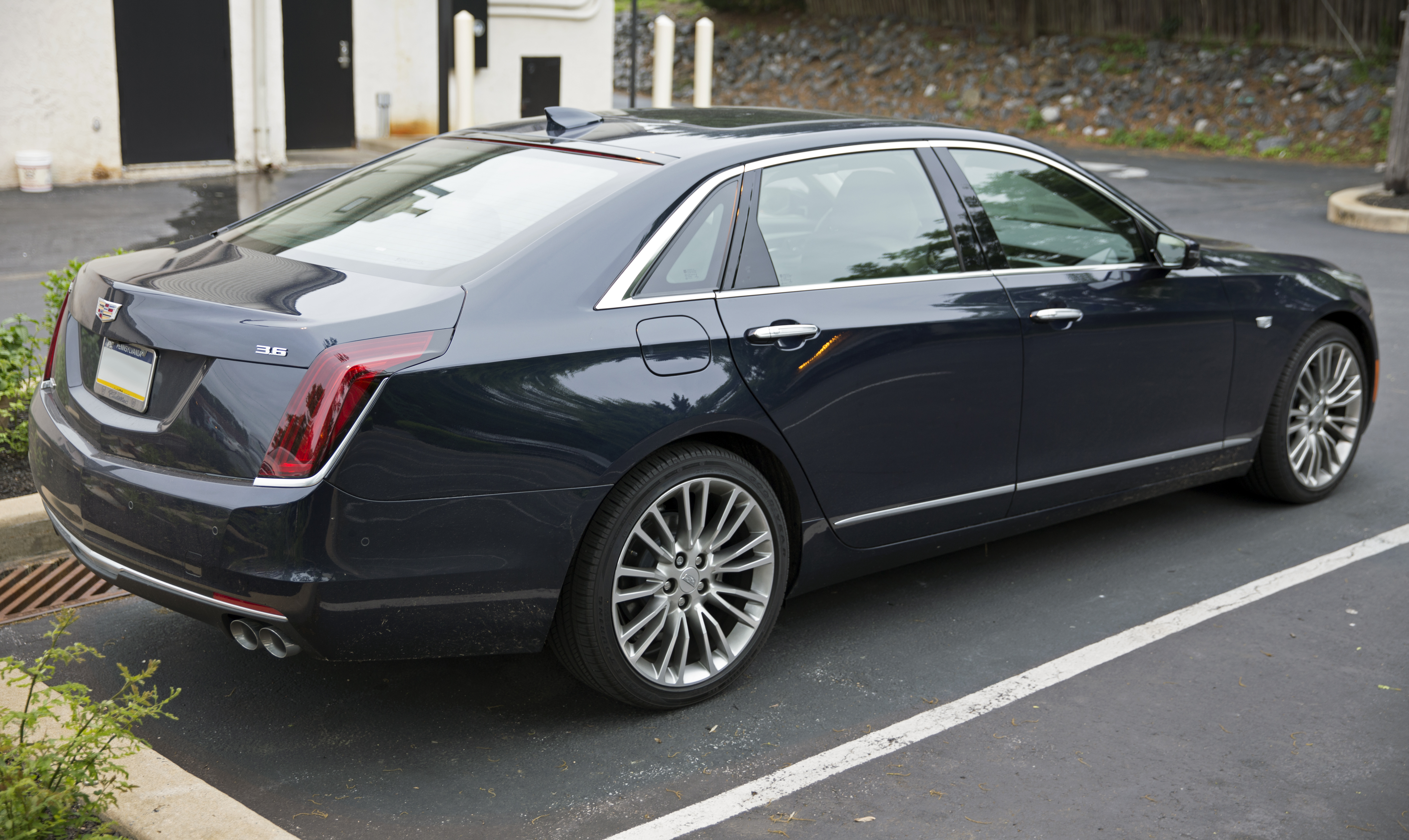
2018 Cadillac CT6 Premium Luxury AWD
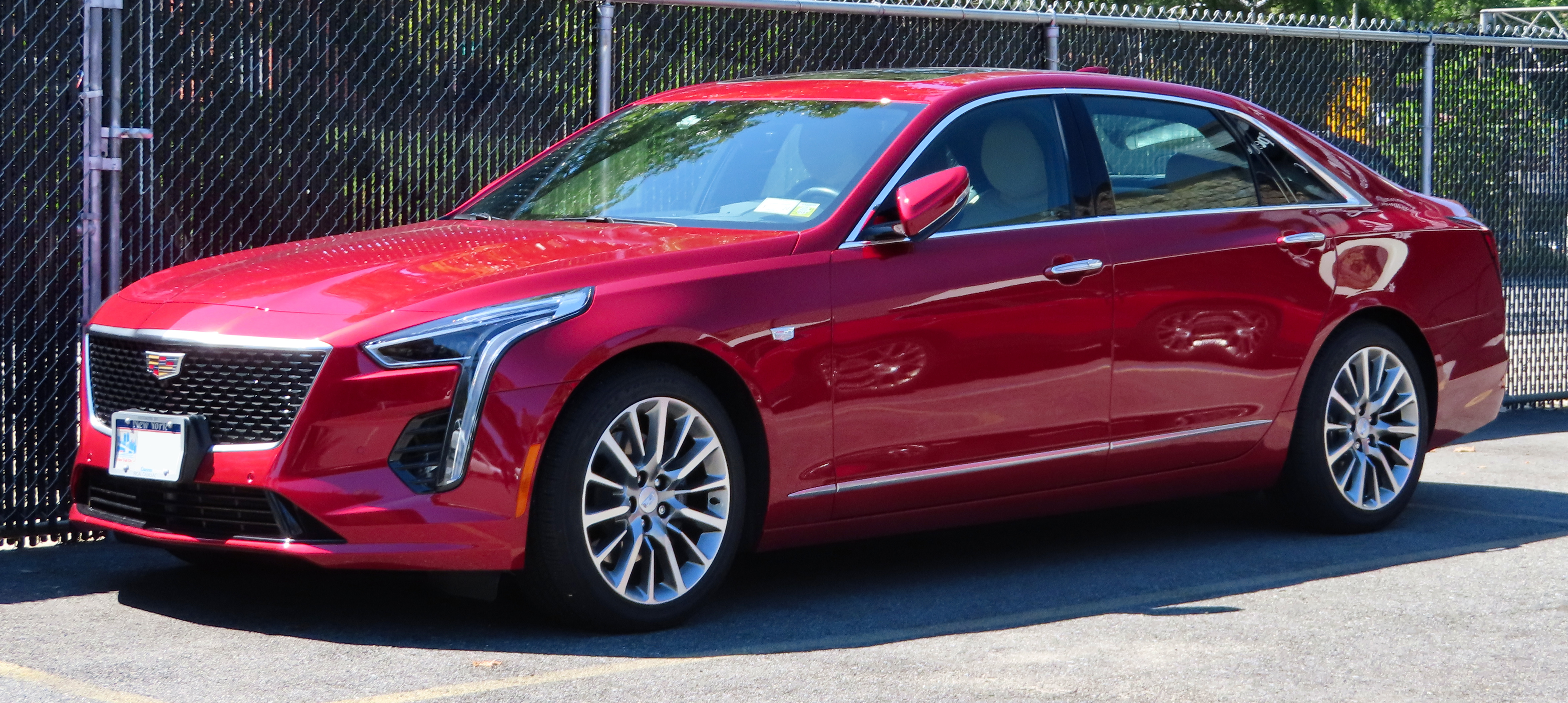
Вид спереди
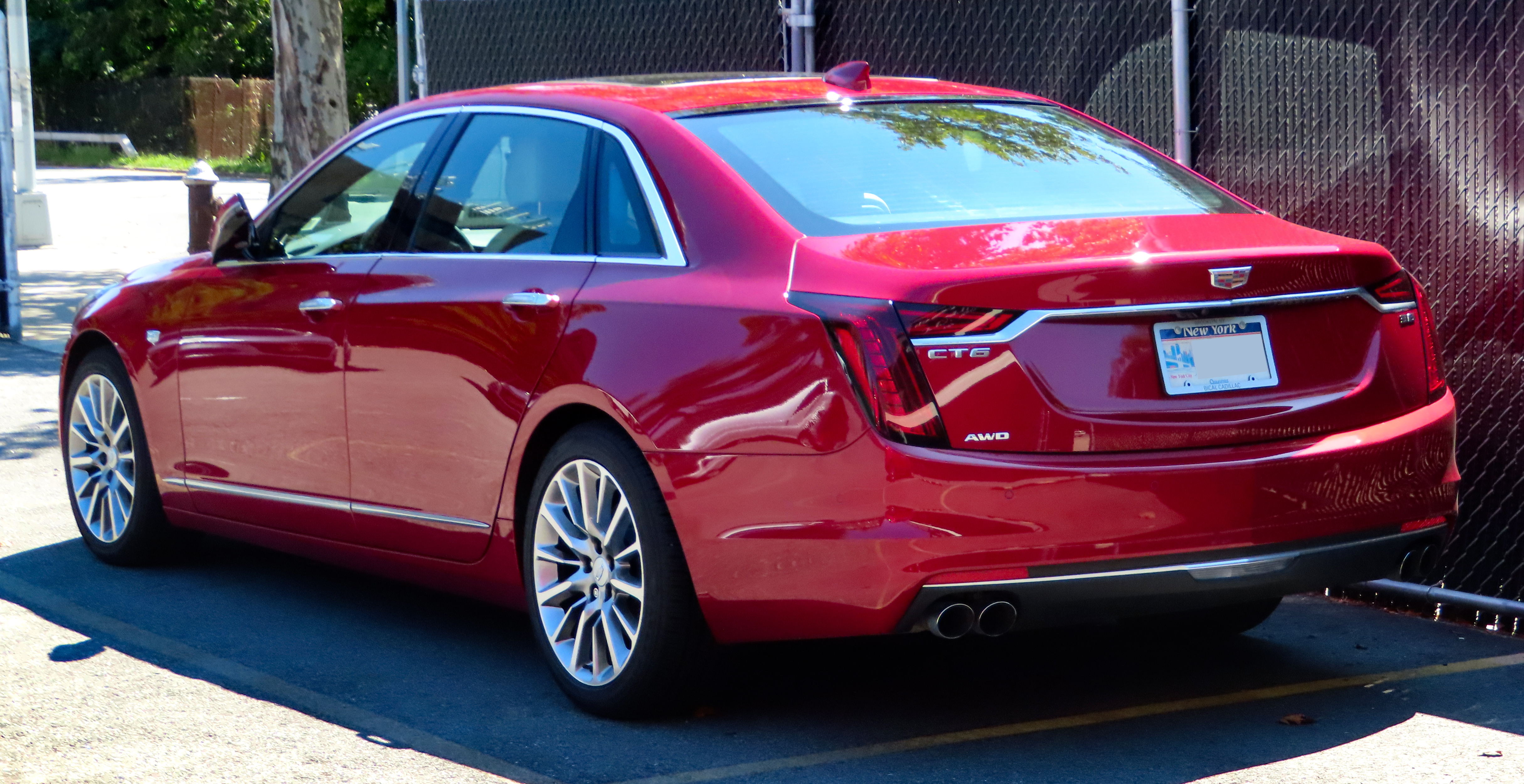
Вид сзади
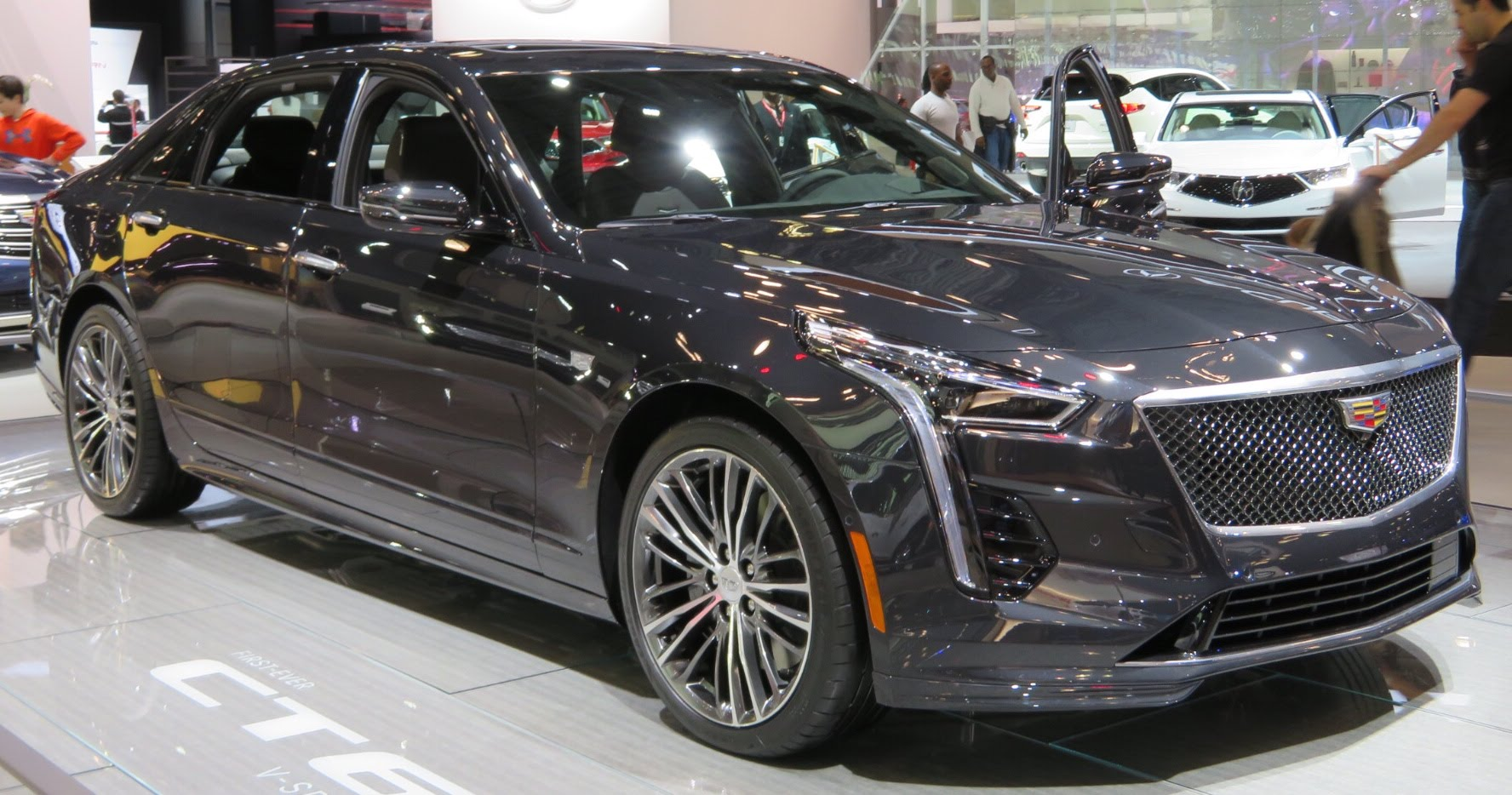
Cadillac CT6-V
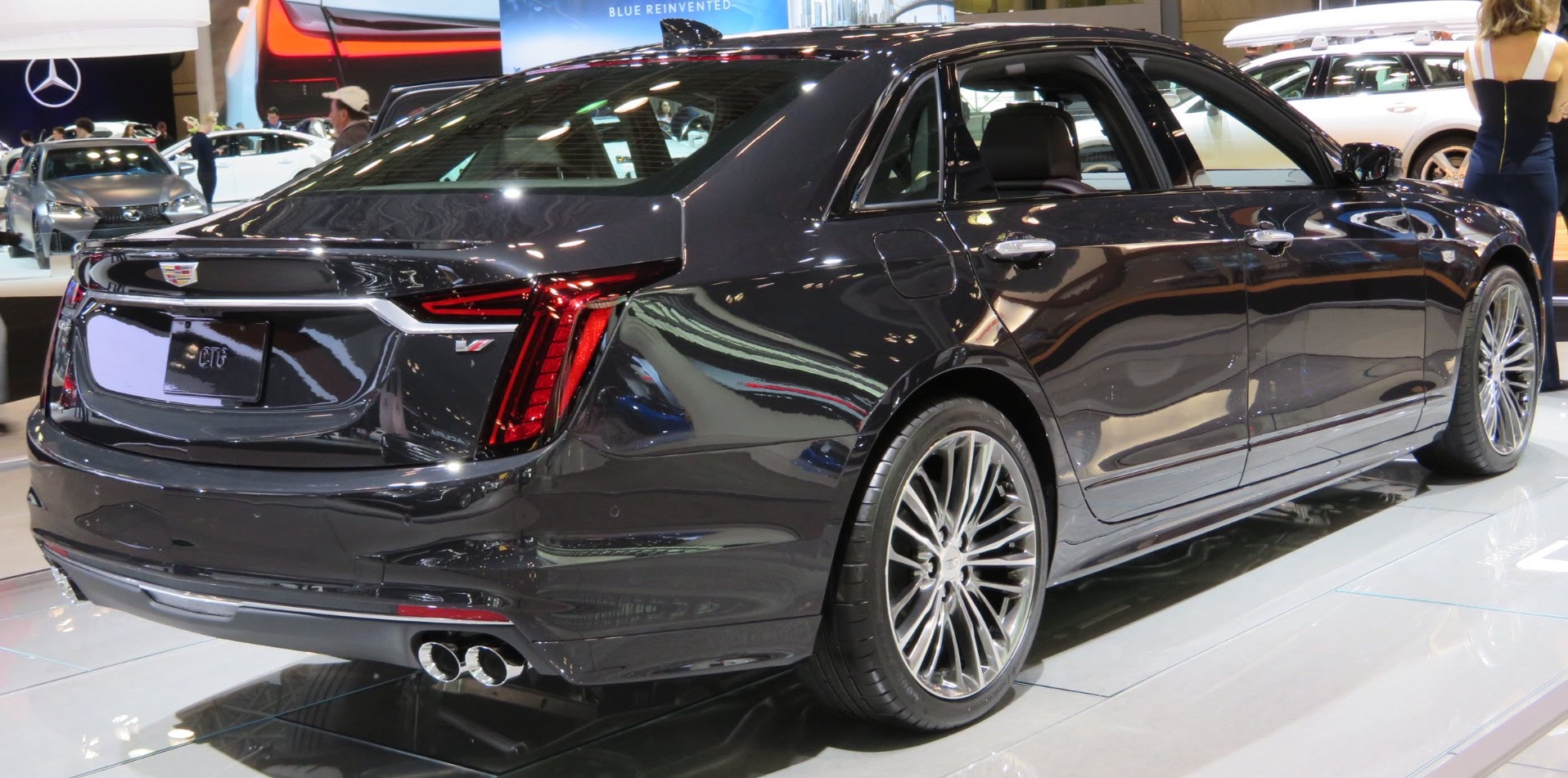
Cadillac CT6-V

## Второе поколение (2023 — настоящее время)
Cadillac CT6 второго поколения дебютировал в ноябре 2022 года. Производство началось 28 мая 2023 года. Первое время автомобиль продавался только в Китае, а со второго квартала 2023 года автомобиль продаётся на других рынках.

### Галерея

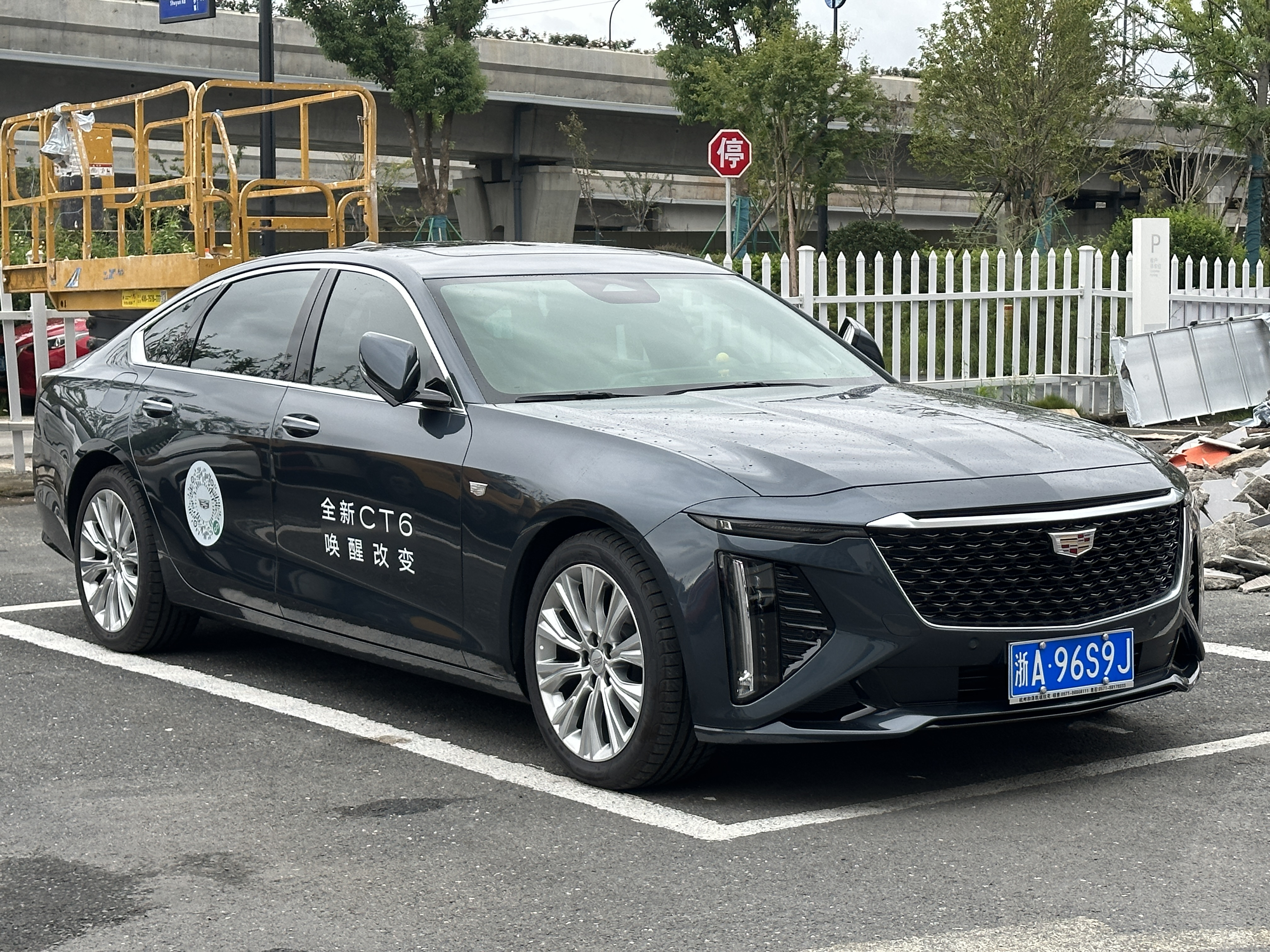
Cadillac CT6 II
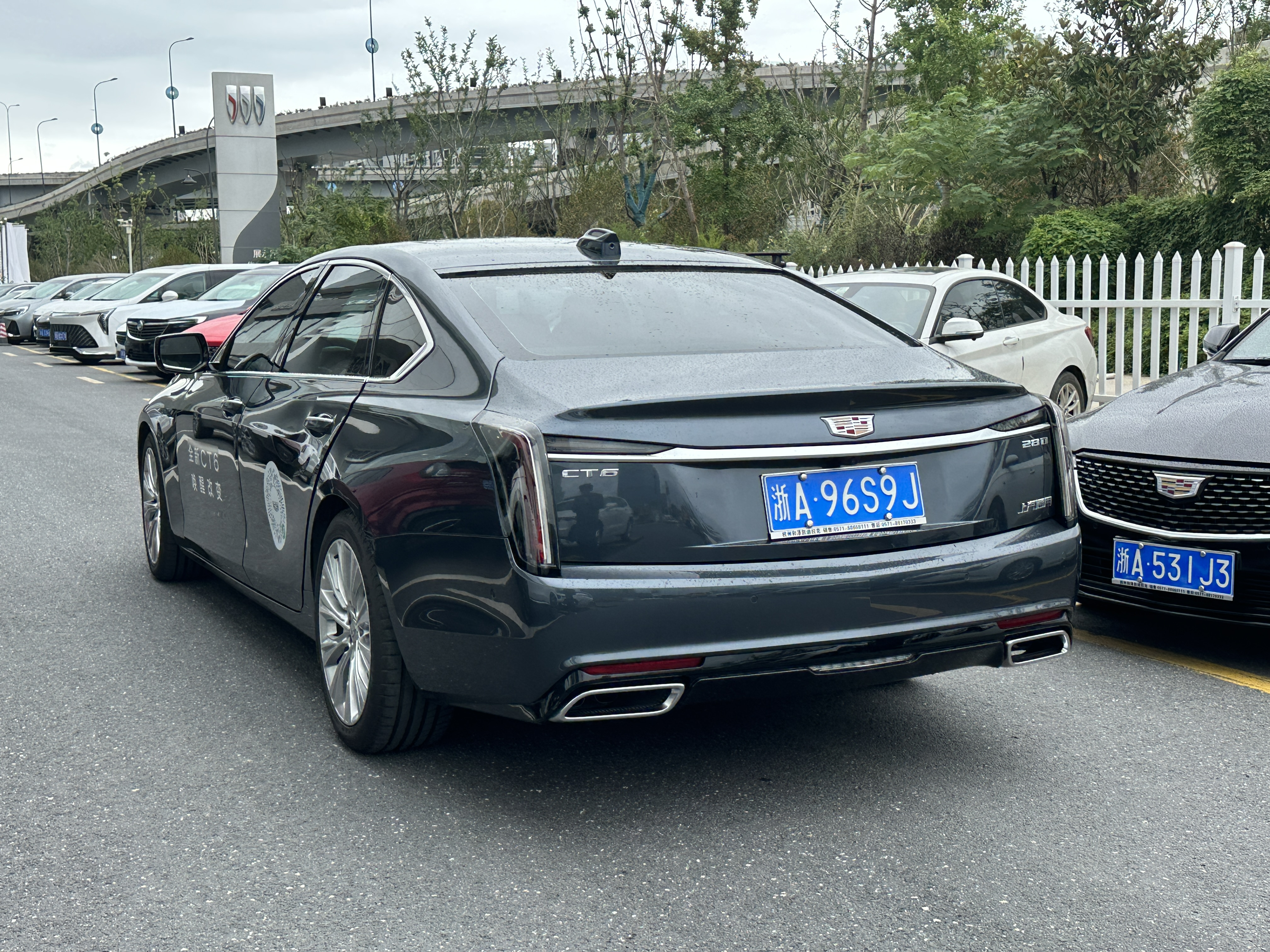
Вид сзади
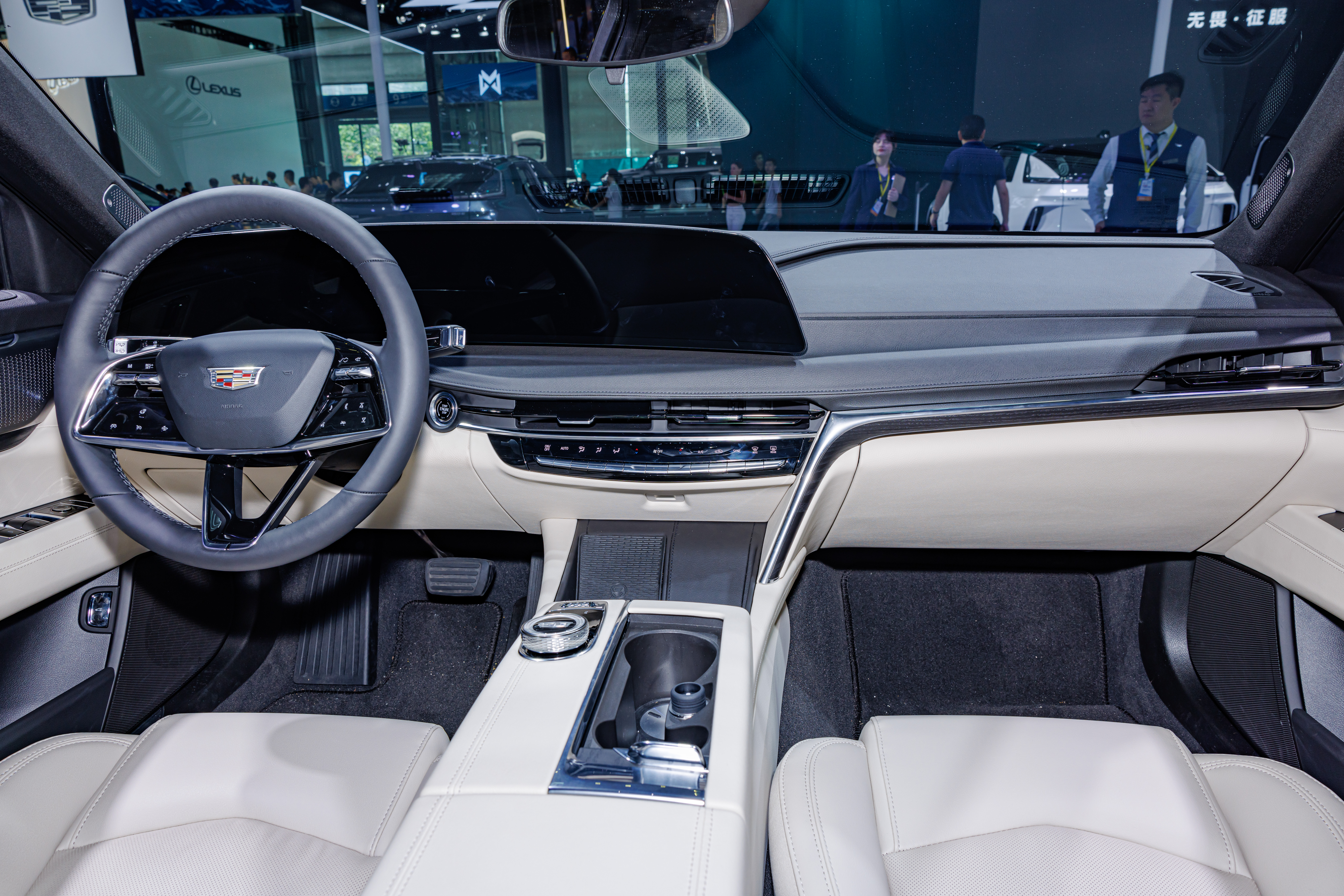
Интерьер

## Продажи
| Год  | США    | Китай  |
| ---- | ------ | ------ |
| 2016 | 9,169  | 5,830  |
| 2017 | 10,542 | 11,917 |
| 2018 | 9,668  | 17,223 |
| 2019 | 7,951  | 22,637 |
| 2020 | 3,117  | 21,689 |
| 2021 |        | 17,715 |